# Bioma polare

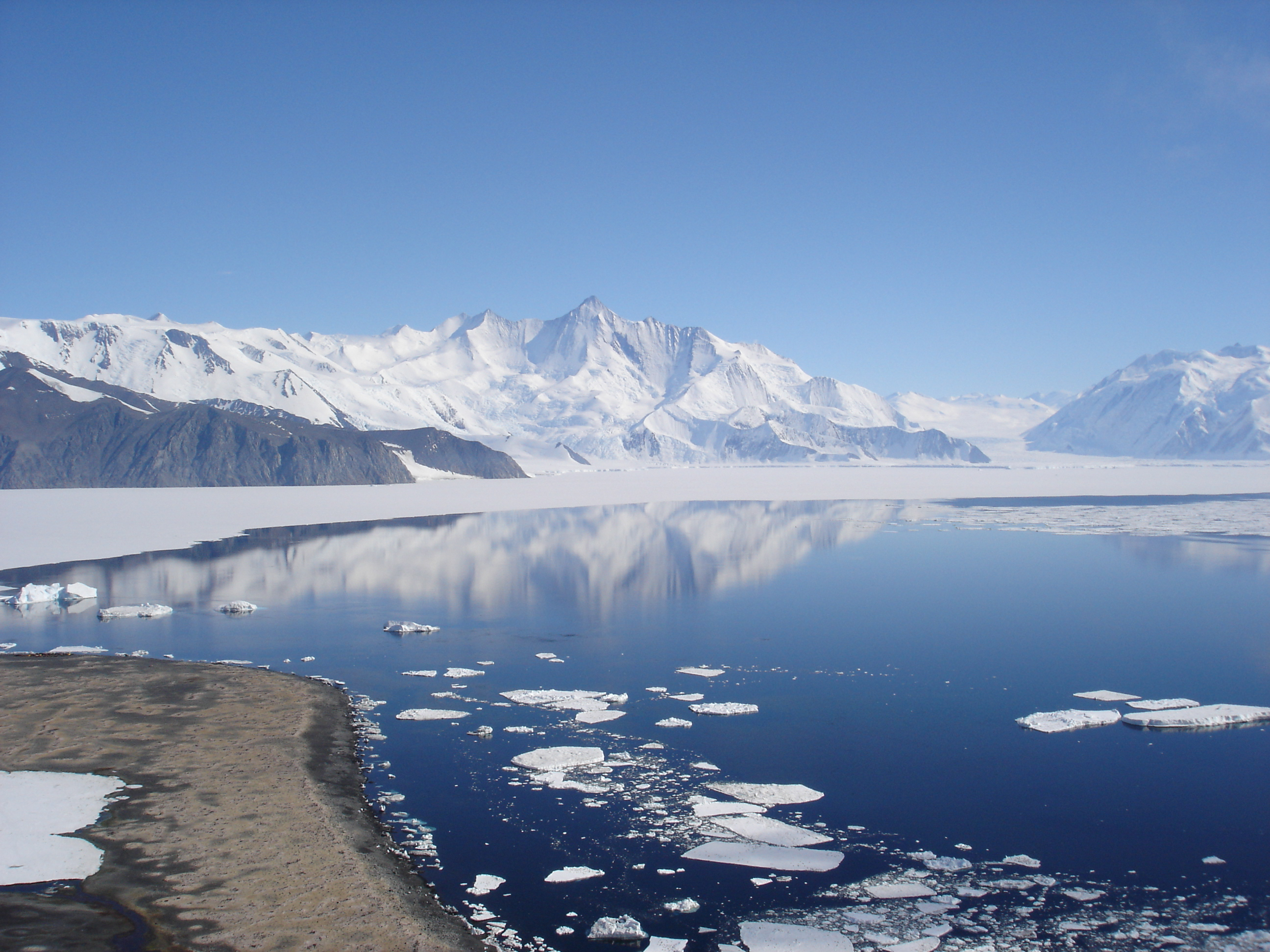
Vista del Monte Herschel, Antartide

Con l'espressione bioma polare si intende sia un particolare tipo di bioma terrestre, sia un bioma marino (del mare).
Il bioma polare terrestre è costituito da terreni completamente ricoperti da ghiacciai, ed è caratterizzato da precipitazioni scarse e nevose, freddo persistente e grandi variazioni del fotoperiodo. È localizzato nelle regioni polari.
Il bioma polare marino corrisponde alla banchisa.

## Bioma polare terrestre
Il bioma polare terrestre è caratterizzato da precipitazioni scarse e nevose. La vegetazione è scarsa e costituita da: muschi, licheni e alghe. Le specie animali (orsi bianchi, foche e pinguini) si nutrono soprattutto di pesci. Il clima è freddissimo e secco e la temperatura è sempre minore dei 0°. Per questo gli animali si sono adattati al freddo con strati di grasso sotto la pelle (foche), o pellicce folte per non disperdere il calore (orsi bianchi).